# George MacDonald (roer)
 For alternative betydninger, se George MacDonald. (Se også artikler, som begynder med George MacDonald)
George Leslie MacDonald (5. oktober 1906 i Hamilton i Ontario – 25. september 1997 i Skotland) var en canadisk roer som deltog i de olympiske lege 1932 i Los Angeles og 1936 i Berlin.
MacDonald vandt en bronzemedalje i roning under OL 1932 i Los Angeles. Han var styrmand på den canadiske otter som kom på en tredjeplads efter USA og Italien. Mandskabet på den canadiske båd var: Earl Eastwood, Joseph Harris, Stanley Stanyar, Harry Fry, Cedric Liddell, William Thoburn, Donald Boal, Albert Taylor og George MacDonald som var styrmand.  